# Rauchbauer József
Rauchbauer József (Esztergom, 1855. február 11. – Trencsén, 1934. augusztus 1.) gimnáziumi igazgató, házfőnök.

## Élete
1871. szeptember 8-án belépett a piarista rendbe, 1872-1874 között Kecskeméten fejezte be a gimnáziumot. 1878-ban ünnepi fogadalmat tett, majd pappá szentelték. 1894-től teológiai doktor. 1875-ben Selmecbányán, 1876-től Trencsénben, 1878-tól Léván, 1880-tól Tatán helyettes gimnáziumi tanár, 1883-tól Nagykárolyban, 1885-ben Nyitrán gimnáziumi tanár. Bölcselet és mennyiségtan tanári oklevelet szerzett, majd 1886-ban Budapesten, 1892-ben Nagykárolyban, 1893-ban Vácott, 1895-1905 között pedig ismét Trencsénben volt gimnáziumi tanár és igazgató. Utóbbi helyén vármegyei és városi törvényhatóság bizottsági és városi képviselőtestület tagja is volt. 1906-ban lett a selmecbányai magyar gimnázium igazgatója, melyet 1919-ben adott át a csehszlovák hatóságoknak. 1920-tól trencséni házfőnök.

## Művei
- 1895 A Trencséni Kir. Kath. Főgymnasium Értesítője. Trencsén
- 1911-1918 A selmecbányai kir. kat. főgimn. értesítője 1910-1918. Selmecbánya (Szerk.)